# ミズニラ綱
ミズニラ綱（ミズニラこう、学名：Isoetopsida）は、ヒカゲノカズラ植物門の綱の1つである。

## 概要
2つの現生目と2つの絶滅目を含む。おもに水辺に発生する。古生代石炭紀にロボク類などとともに繁栄していたリンボク類も含む。現在はイワヒバ目とミズニラ目のみが現生している。
現生目
- イワヒバ目 - 世界に700種ほど。
- ミズニラ目 - 世界に64 - 400種がいる。

絶滅目
- リンボク目 - 古生代石炭紀
- プレウロメイア目 - 中生代三畳紀